# 東太子宮鹽運聯合轉運臺
23°17′55″N 120°17′54″E / 23.29869°N 120.29835°E

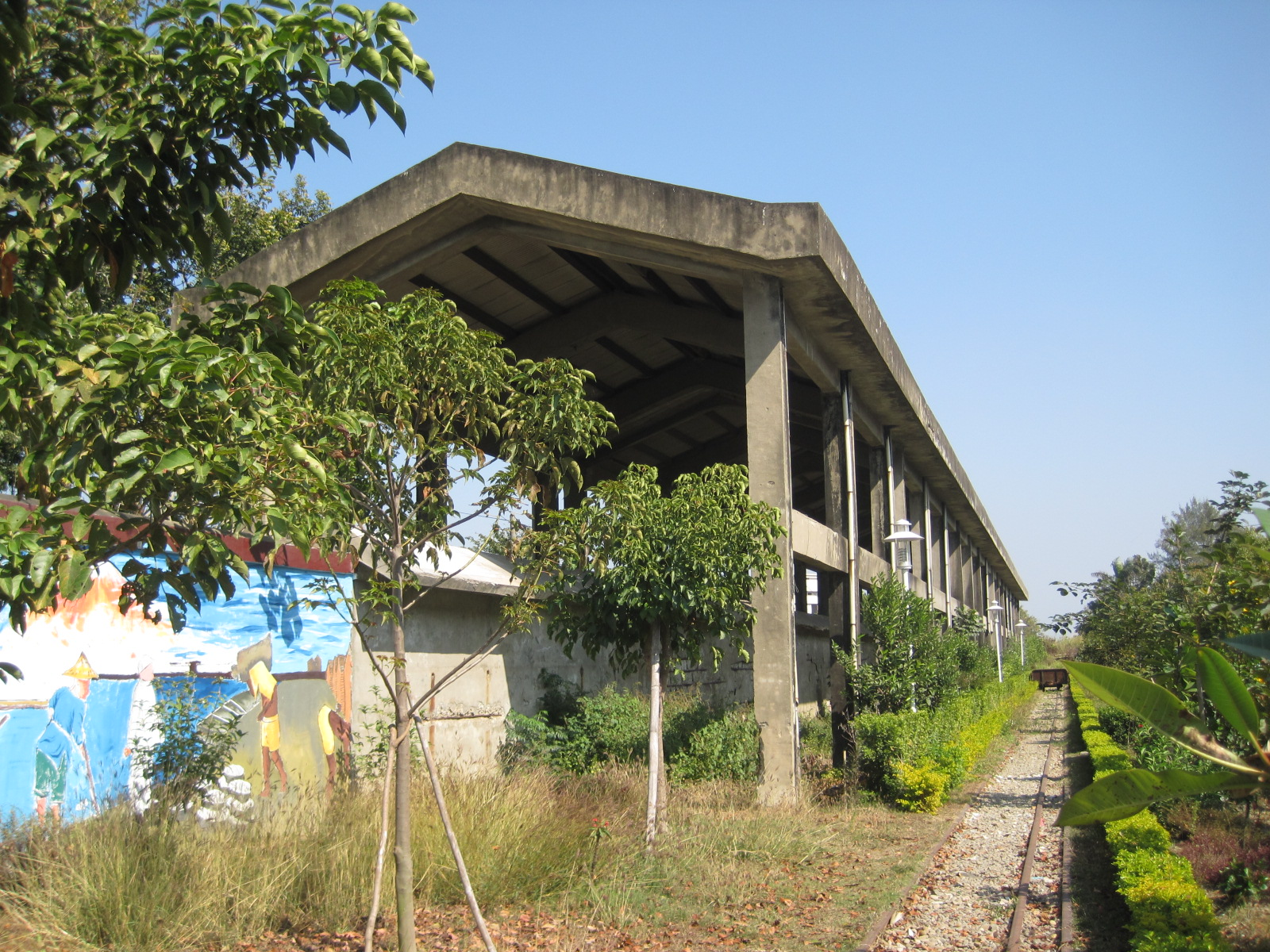
轉運臺外觀

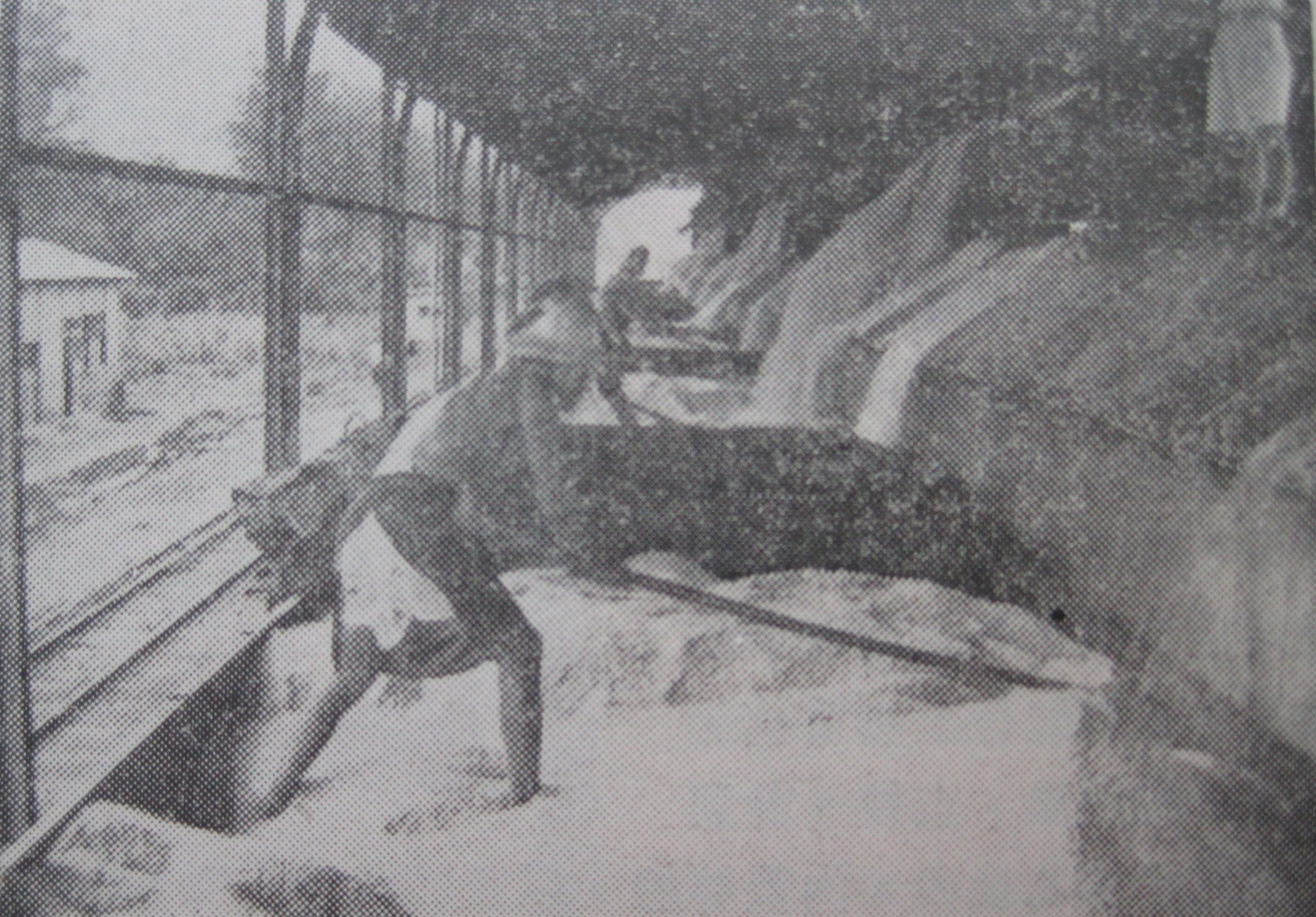
1950年代的東太子宮鹽運聯合轉運臺

東太子宮鹽運聯合轉運臺位於臺灣臺南市新營區（停用時屬臺南縣新營市），糖鐵布袋線上的修理工廠與東太子宮車站之間。在過去該建築是將經糖鐵運送至此的鹽轉到臺鐵車廂上的設施，鹽在這裡轉運到臺鐵車廂上後會運送到高雄港出口，但隨著工業用鹽需求日增而停止鹽的外銷後，轉運臺遂逐漸荒廢。但在經當地的南紙社區發展協會整理後，該處成為了「卸鹽台花園」，並獲得2010年第15屆的建築園治獎的「社區景觀」獎。此外自2009年端午節開始，在這裡還會舉行陸上龍舟賽。

## 沿革
二次大戰後，行政院經濟安定委員會因臺鹽外銷成本過高而提出要在產製與運銷業務上積極改善的意見。之後臺灣鹽務總局與工業委員會及美國懷特工程公司一同研究改善鹽產外銷的運輸，打算進行散裝鹽運輸方式，將布袋鹽場與七股鹽場的鹽用鐵路運到高雄港出口。1952年鹽務總局在奉令與交通處、鐵路局、臺糖公司與高雄港務局等相關單位研究辦理此計畫後，在1953年9月達成初步共識，決定在布袋線東太子宮車站附近興建轉運臺，而且為了配合計畫還要改造80多輛鹽車。
轉運臺工程從1954年12月25日到1955年4月25日進行，於完工當年的8月26日開始試運作，共耗費94萬多元。而為了減少鹽車被鹽分侵蝕的影響，新營總廠還在1961年興建洗車設施，一天可以沖洗142輛鹽車。
而在鹽產停止外銷後，轉運臺便失去了作用。之後荒廢了好一陣子，才由南紙社區發展協會整理成「卸鹽台花園」。

## 建築

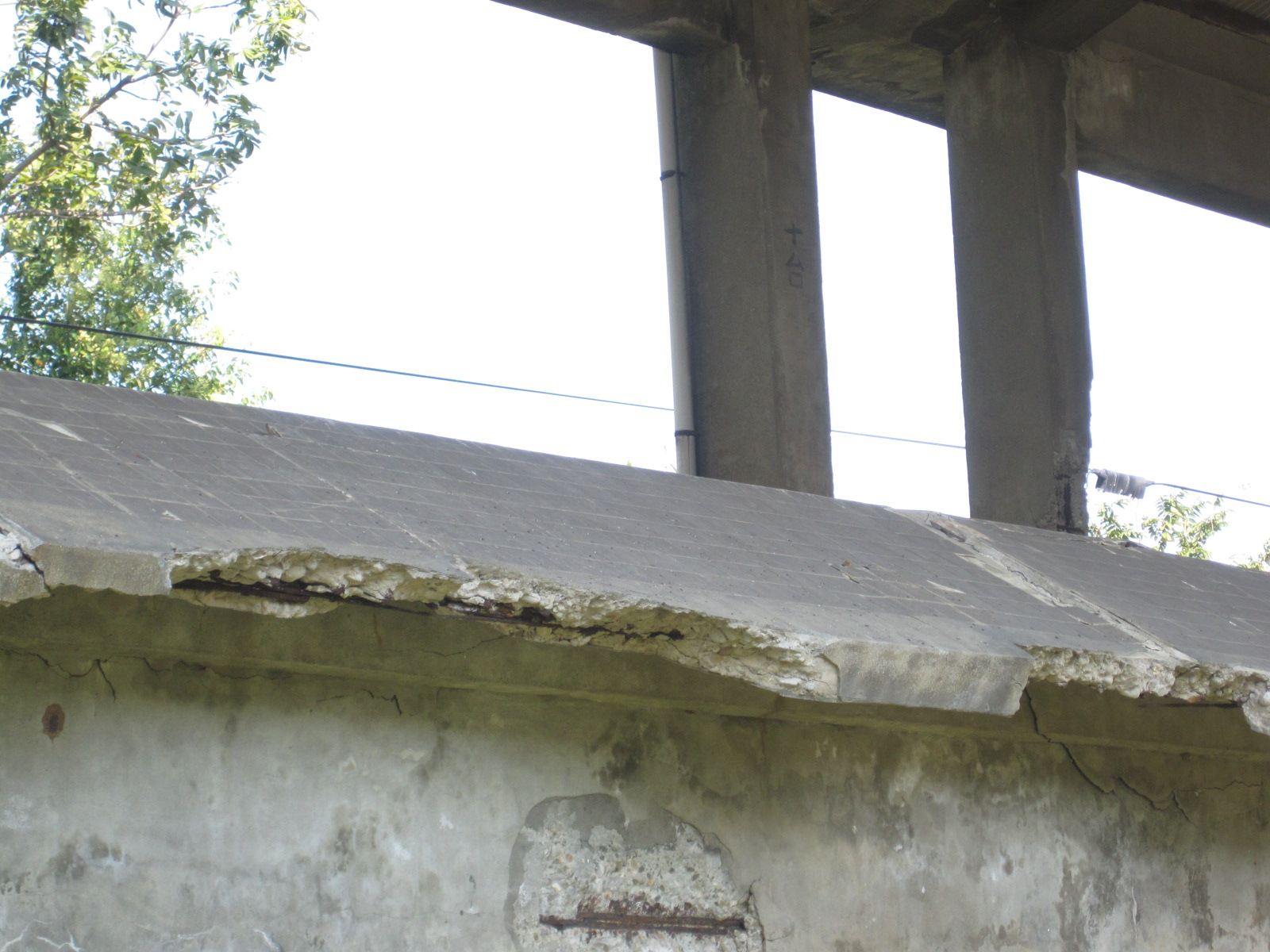
卸鹽斜板

轉運臺為長310公尺、寬3公尺、高3.5公尺的鋼筋混擬土箱型建物，上有80公尺長的鋼架鉛版屋頂雨棚。雨棚內縱剖為兩邊，與地面同高的一邊為臺鐵軌道經過的地方，而另一邊比較高的平臺為糖鐵軌道，旁有卸鹽斜板，在鹽車打開側邊下半部的車門時，鹽就會順著斜坡滑進臺鐵車廂裡。